# Trinity College (Oxford)
Trinity College (oficiálně The College of the Holy and Undivided Trinity in the University of Oxford) je součástí Oxfordské univerzity. Nachází se v Oxfordu v ulici Broad Street. Je obklopena železnou palisádou a působí tak více otevřeným dojmem než ostatní oxfordské koleje. Jedná se o relativně malou kolej, kterou navštěvuje asi 400 studentů. Roční výdaje koleje byly v roce 2006 asi 68 miliónů liber.
Kolej založil roku 1555 sir Thomas Pope na pozemku zakoupeném po uzavření Durhamské koleje v době reformace. Pope byl katolík, který neměl žádné potomky a doufal, že založením koleje bude žít v paměti studentů této instituce. Původní prostředky byly určeny pro prezidenta, dvanáct učitelů, dvanáct učenců a dvacet absolventů.